# 佐久穂町図書館
佐久穂町図書館（さくほちまちとしょかん）は長野県南佐久郡佐久穂町の町立図書館。

## 建物構造
- 所在地 : 長野県南佐久郡佐久穂町海瀬2570番地 佐久穂町生涯学習館（花の郷・茂来館）内
- 構造 : 鉄筋コンクリート構造[1]
- 延床面積 : 800m2[1]

## 利用情報
- 開館時間 - 10:00 - 18:00
- 休館日 - 毎週月曜日、月末最終金曜日、蔵書点検期間、年末年始[2]